# Dippenaaria luxurians
Dippenaaria luxurians är en spindelart som beskrevs av Jörg Wunderlich 1995. Dippenaaria luxurians ingår i släktet Dippenaaria och familjen Anapidae. Inga underarter finns listade i Catalogue of Life.